# بانک مرکزی مغولستان
بانک مرکزی مغولستان (به لاتین: Bank of Mongolia) بانک مرکزی و نهاد ناظر بر چاپ پول توگروگ در کشور مغولستان است.